# Mohamed Zarouri
Mohamed Zarouri (ur. 28 czerwca 1995) – francuski zapaśnik walczący w stylu klasycznym. Srebrny medalista  mistrzostw śródziemnomorskich w 2015 i brązowy w 2016. Wicemistrz Francji w 2016 i trzeci w 2015 roku.